# Neostrotia ornata
Neostrotia ornata är en fjärilsart som beskrevs av Jones 1914. Neostrotia ornata ingår i släktet Neostrotia och familjen nattflyn. Inga underarter finns listade i Catalogue of Life.